# Piazza Attias

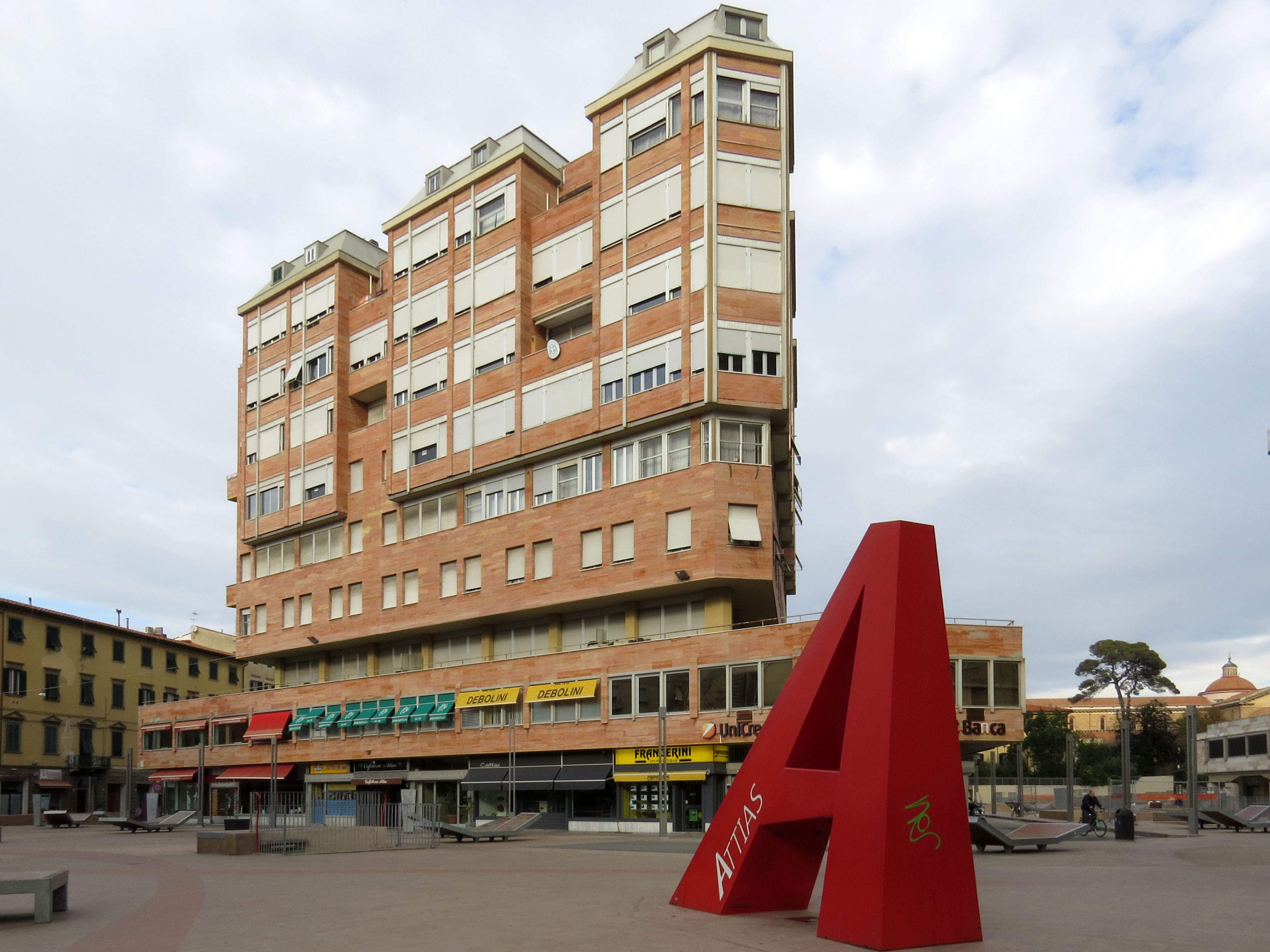
Lato est della piazza

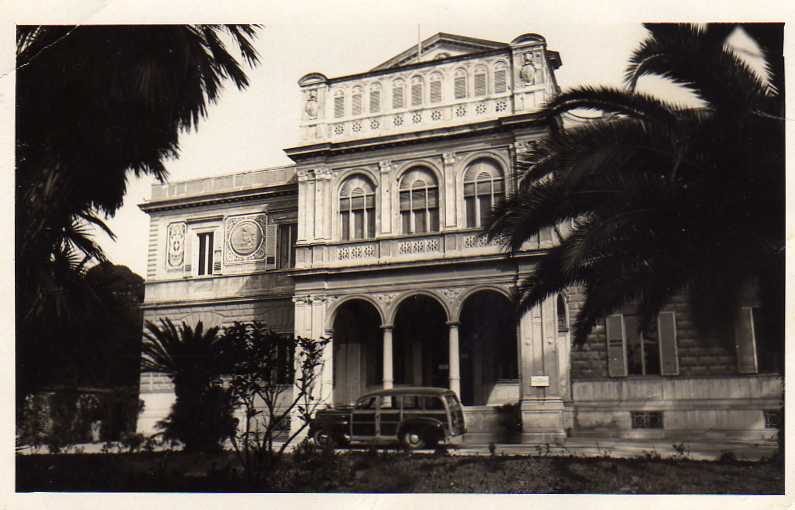
Villa Attias

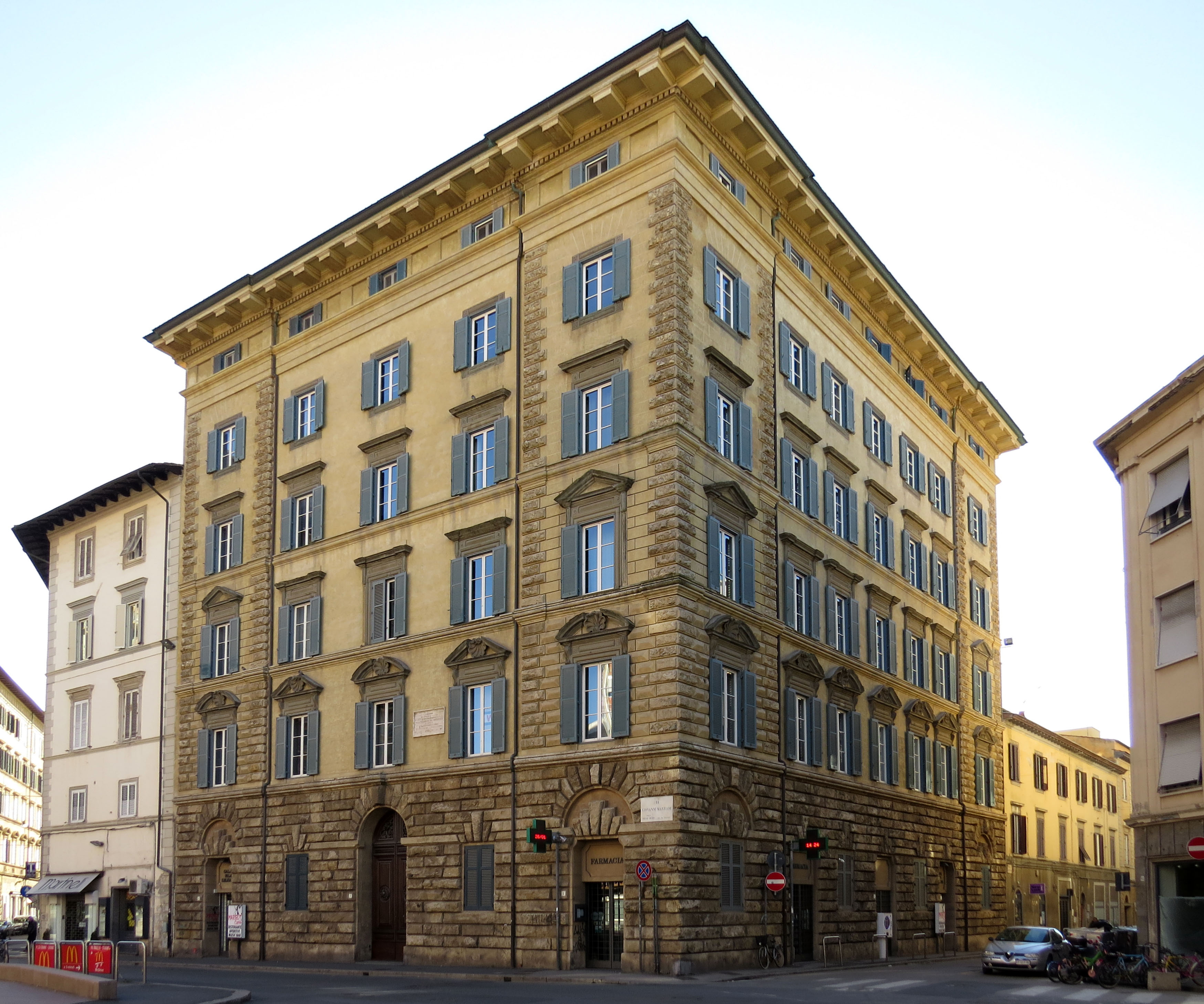
Palazzo Sant'Elisabetta

Piazza Attias è una delle principali piazze di Livorno.
La piazza prende il nome dalla storica villa Attias, che fino al 1968, prima di essere demolita, fronteggiava il vicino palazzo Santa Elisabetta.

## Storia
Nell'area della piazza insistevano alcune ville caratterizzate da rigogliosi parchi, la principale delle quali era villa Attias.
A partire dell'Ottocento, con lo sviluppo della città verso sud, la zona fu oggetto di un crescente interesse: ad esempio, è nota la proposta di Pasquale Poccianti per la realizzazione di una piazza al punto d'incrocio tra l'asse rettilineo proveniente dal bastione del Casone e l'antico percorso delle guglie (corso Mazzini e corso Umberto) che, fino al 1776, aveva delimitato le servitù militari della città fortificata.
Tuttavia, fu solo nel secondo dopoguerra che l'area dell'Attias subì importanti trasformazioni: tra gli anni cinquanta e l'inizio degli anni settanta del Novecento, la progressiva riduzione dei parchi e la demolizione delle ville determinò la formazione di una piazza circondata da imponenti complessi edilizi; vi era anche l'ipotesi, rimasta solo su carta, di realizzare un asse viario tangente alla città ottocentesca, per sopperire alle carenze della rete viaria dei quartieri situati a sud del Fosso Reale.
Per la sua posizione centralissima, nel punto di intersezione tra alcune delle più frequentate strade di Livorno, la piazza è divenuta nel tempo uno dei principali spazi di aggregazione della cittadinanza, andando tuttavia incontro a consistenti fenomeni di degrado.
A partire dall'anno 2011 piazza Attias è stato oggetto di un piano di riqualificazione, che ha portato al completo rifacimento della pavimentazione e dell'arredo urbano, consentendo di intervenire, tra l'altro, anche sull'impermeabilizzazione del parcheggio interrato posto sulla sua verticale; nell'occasione, sul margine ovest della piazza, è stata collocata una grande "A", evocativa del nome "Attias", realizzata dall'artista Renato Spagnoli.
Una seconda installazione è stata posta nel 2017 nell'area di collegamento tra piazza Attias e piazza della Vittoria: realizzata dall'artista Fabrizio Breschi e inaugurata ufficialmente solo nel settembre 2018, rappresenta una "V" di colore azzurro, la cui parte inferiore richiama comunque le lettere "A" di Attias e "M" di Magenta, essendo quest'ultima l'originaria denominazione di piazza della Vittoria.
Ancora nel 2017, all'intersezione con via Roma, è stato posto il busto di Amedeo Modigliani; il busto, realizzato nel 1955 da Vitaliano De Angelis e originariamente situato nel parco di villa Fabbricotti, è stato eretto su un nuovo piedistallo a breve distanza dalla casa natale dell'artista.

## Luoghi di interesse nelle vicinanze
- Villa Attias (scomparsa)
- Palazzo Santa Elisabetta
- Casa natale di Amedeo Modigliani
- Chiesa di Santa Maria del Soccorso
- Teatro Goldoni
- Piazza Cavour
- Piazza della Vittoria